# Otto de la Roche
Otto de la Roche – baron la Roche i Ray (w księstwie Burgundii), pierwszy władca Księstwa Aten w latach 1205–1225.

## Życiorys
Syn Ponsa de la Roche. Dzięki małżeństwu z Izabelą de Ray baron Ray. Uczestniczył w IV krucjacie. Jesienią 1204 roku podczas marszu Bonifacego z Montferratu przez Grecję wraz z nim zaatakował państwo Leona Sgurosa. Krzyżowcy zajęli Beocję i Attykę. Przypuścili też szturm na niezależne od Sgurosa Ateny. Podczas ataku na Akropol zniszczeniu uległa znajdująca się w Partenonie bazylika Matki Bożej oraz biblioteka biskupa Aten Michała Choniatesa. Na Akropolu osadzony został łaciński garnizon. Władzę nad odebraną Sgurosowi północną częścią jego państwa Bonifacy powierzył jako lenno Ottonowi de la Roche. Wiosną 1205 roku krzyżowcy zaatakowali posiadłości Sgurosa na Peloponezie i oblegli go w Koryncie. Bonifacy próbował zdobyć Nauplię jednak atak Bułgarów na jego królestwo odwołał go na północ. Otto jeszcze przez kilka lat miał zdobywać Korynt. Zaraz na początku przyszło mu odeprzeć interwencyjną wyprawę władcy Epiru Michała I Angelosa. Ostatecznie zdobył Korynt w 1210 roku po śmierci Sgurosa. Nauplia pozostała w ręku greckim do 1212 roku, kiedy to przy pomocy Wenecjan zdobył ją książę Achai Gotfryd I Villehardouin i przekazał jako lenno Ottonowi.
Za życia Bonifacego Otto uznawał zwierzchność króla Tesaloniki. Po jego śmierci w 1207 roku poparł stronnictwo Herberta de Briandette, opowiadającego się za polityką prolombardzką zorientowaną na związek z Hrabstwem Montferratu, a przeciw Cesarstwu Łacińskiemu. W wyniku interwencji cesarza Henryka udzielił schronienia lombardczykom Herberta na terenie swego Księstwa w Tebach. Po ataku Henryka na Teby, Otto podporządkował się cesarzowi. Po śmierci Henryka w 1216 roku i odcięciu Księstwa od Królestwa Tesaloniki przez władcę Epiru Michała I Angelosa zależność od państw łacińskich na północy stawała się coraz bardziej iluzoryczna. W latach 1210 – 1211 Otto wydzielił w zarząd połowę Teb swojemu bratankowi Gwidonowi, przygotowując go do przejęcia władzy w Księstwie. W 1225 roku, po śmierci ojca, wraz z żoną i dwoma synami powrócił do Burgundii. Wcześniej przekazał władzę nad Księstwem Gwidonowi de la Roche. Zmarł w 1235 roku w Chateau de Ray, tam też znajduje się jego grób.